# Soupisky hokejových reprezentací na MS 2010
Mistrovství světa v ledním hokeji 2010 se zúčastnilo celkově xxx hráčů v 16 národních týmech.

## Medailisté

### Soupiska českého týmu
- Trenéři Vladimír Růžička, Josef Jandač, Ondřej Weissmann

| Brankáři | Tomáš Vokoun     | Florida Panthers        |
|          | Ondřej Pavelec   | Atlanta Thrashers       |
|          | Jakub Štěpánek   | HC Vítkovice Steel      |
| Obránci  | Michal Rozsíval  | New York Rangers        |
|          | Karel Rachůnek   | HK Dynamo Moskva        |
|          | Filip Novák      | HK MVD Balašicha        |
|          | Michal Barinka   | HC Vítkovice Steel      |
|          | Petr Gřegořek    | HC České Budějovice     |
|          | Petr Čáslava - A | Timrå IK                |
|          | Miroslav Blaťák  | Salavat Julajev Ufa     |
|          | Tomáš Mojžíš     | MODO Hockey             |
|          | Ondřej Němec     | HC Energie Karlovy Vary |
| Útočníci | Roman Červenka   | HC Slavia Praha         |
|          | Petr Hubáček     | HC Kometa Brno          |
|          | Jiří Novotný     | Atlant Mytišči          |
|          | Petr Vampola     | HC Plzeň 1929           |
|          | Jan Marek        | Metallurg Magnitogorsk  |
|          | Jakub Klepiš     | Avangard Omsk           |
|          | Lukáš Kašpar     | Oulun Kärpät            |
|          | Petr Koukal      | HC Eaton Pardubice      |
|          | Tomáš Rolinek –  | Metallurg Magnitogorsk  |
|          | Jaromír Jágr - A | Avangard Omsk           |
|          | Marek Kvapil     | HC Vítkovice Steel      |
|          | Jakub Voráček    | Columbus Blue Jackets   |
|          | Martin Růžička   | HC Oceláři Třinec       |

### Soupiska ruského týmu
- Trenéři Vjačeslav Bykov, Igor Zacharkin

| Brankáři | Alexandr Jerjomenko | Salavat Julajev Ufa    |
|          | Vasilij Košečkin    | Metallurg Magnitogorsk |
|          | Semjon Varlamov     | Washington Capitals    |
| Obránci  | Alexej Jemelin      | Ak Bars Kazaň          |
|          | Ilja Nikulin        | Ak Bars Kazaň          |
|          | Vitalij Aťušov      | Metallurg Magnitogorsk |
|          | Konstantin Kornějev | CSKA Moskva            |
|          | Dmitrij Kalinin     | Salavat Julajev Ufa    |
|          | Sergej Gončar       | Pittsburgh Penguins    |
|          | Dmitrij Kulikov     | Florida Panthers       |
|          | Denis Grebeškov     | Nashville Predators    |
| Útočníci | Maxim Afinogenov    | Atlanta Thrashers      |
|          | Jevgenij Malkin     | Pittsburgh Penguins    |
|          | Ilja Kovalčuk –     | New Jersey Devils      |
|          | Arťom Anisimov      | New York Rangers       |
|          | Maxim Sušinskij     | SKA Petrohrad          |
|          | Viktor Kozlov       | Salavat Julajev Ufa    |
|          | Sergej Mozjakin     | Atlant Mytišči         |
|          | Pavel Dacjuk        | Detroit Red Wings      |
|          | Alexandr Ovečkin    | Washington Capitals    |
|          | Alexandr Sjomin     | Washington Capitals    |
|          | Sergej Fjodorov     | Metallurg Magnitogorsk |
|          | Alexej Těreščenko   | Ak Bars Kazaň          |
|          | Nikolaj Kuljomin    | Toronto Maple Leafs    |
|          | Alexandr Frolov     | Los Angeles Kings      |

### Soupiska švédského týmu
- Trenéři Bengt-Åke Gustafsson, Roger Rönnberg

| Brankáři | Jacob Markström      | Brynäs IF                  |
|          | Anders Lindbäck      | Timrå IK                   |
|          | Jonas Gustavsson     | Toronto Maple Leafs        |
| Obránci  | Oliver Ekman-Larsson | Leksands IF                |
|          | Christian Bäckman    | Frölunda HC                |
|          | Magnus Johansson –   | Linköpings HC              |
|          | David Rundblad       | Skellefteå AIK             |
|          | Sanny Lindström      | Färjestad BK               |
|          | Carl Gunnarsson      | Toronto Maple Leafs        |
|          | Victor Hedman        | Tampa Bay Lightning        |
|          | Jonathan Ericsson    | Detroit Red Wings          |
|          | Erik Karlsson        | Ottawa Senators            |
| Útočníci | Linus Omark          | HK Dynamo Moskva           |
|          | Johan Harju          | HK Dynamo Moskva           |
|          | Mattias Weinhandl    | HK Dynamo Moskva           |
|          | Andreas Engqvist     | Djurgårdens IF             |
|          | Marcus Nilson        | Djurgårdens IF             |
|          | Tony Martensson      | Linköpings HC              |
|          | Fredrik Pettersson   | Frölunda HC                |
|          | Jammie Ericsson      | Skellefteå AIK             |
|          | Magnus Pääjärvi      | Timrå IK                   |
|          | Michael Nylander     | Jokerit                    |
|          | Niklas Persson       | CHK Neftěchimik Nižněkamsk |
|          | Jonas Andersson      | HK Dinamo Minsk            |
|          | Nicklas Bergfors     | Atlanta Thrashers          |
|          | Rickard Wallin       | Toronto Maple Leafs        |

### Soupiska finského týmu
Trenéři Jukka Jalonen, Risto Dufva, Timo Lehkonen
| Brankáři | Iiro Tarkki        | Espoo Blues            |
|          | Petri Vehanen      | Ak Bars Kazaň          |
|          | Pekka Rinne        | Nashville Predators    |
| Obránci  | Petteri Nummelin   | HC Lugano              |
|          | Lasse Kukkonen     | Avangard Omsk          |
|          | Topi Jaakola       | Södertälje SK          |
|          | Mikko Mäenpää      | Hämeenlinna            |
|          | Juuso Hietanen     | Brynäs IF              |
|          | Janne Niskala      | Frölunda HC            |
|          | Pasi Puistola      | Jönköping              |
|          | Sami Vatanen       | JYP Jyväskylä          |
| Útočníci | Juha-Pekka Hytönen | JYP Jyväskylä          |
|          | Antti Miettinen    | Minnesota Wild         |
|          | Tommi Santala      | EHC Kloten             |
|          | Riku Hahl          | Frölunda HC            |
|          | Sami Kapanen –     | KalPa                  |
|          | Jarkko Immonen     | Ak Bars Kazaň          |
|          | Petri Kontiola     | Metallurg Magnitogorsk |
|          | Lauri Korpikoski   | Phoenix Coyotes        |
|          | Jussi Jokinen      | Carolina Hurricanes    |
|          | Antti Pihlström    | JYP Jyväskylä          |
|          | Oskar Osala        | Albany River Rats      |
|          | Juhamatti Aaltonen | Pelicans               |
|          | Jori Lehterä       | Tappara Tampere        |
|          | Leo Komarov        | HK Dynamo Moskva       |

### Soupiska kanadského týmu
Trenéři Craig MacTavish, Peter DeBoure, Billy Moores
| Brankáři | Devan Dubnyk       | Edmonton Oilers       |
|          | Chad Johnson       | New York Rangers      |
|          | Chris Mason        | St. Louis Blues       |
| Obránci  | François Beuchemin | Toronto Maple Leafs   |
|          | Brent Burns        | Minnesota Wild        |
|          | Kyle Cumiskey      | Colorado Avalanche    |
|          | Michael Del Zotto  | New York Rangers      |
|          | Mark Giordano      | Calgary Flames        |
|          | Tyler Myers        | Buffalo Sabres        |
|          | Kris Russell       | Columbus Blue Jackets |
|          | Marc Staal         | New York Rangers      |
| Útočníci | Rene Borque        | Calgary Flames        |
|          | Steve Downie       | Tampa Bay Lightning   |
|          | Matt Duchene       | Colorado Avalanche    |
|          | Evander Kane       | Atlanta Thrashers     |
|          | Brooks Laich       | Washington Capitals   |
|          | Steve Ott          | Dallas Stars          |
|          | Corey Perry        | Anaheim Ducks         |
|          | Rich Peverley      | Atlanta Thrashers     |
|          | Ryan Smyth         | Los Angeles Kings     |
|          | Steven Stamkos     | Tampa Bay Lightning   |
|          | John Tavares       | New York Islanders    |
|          | Ray Whitney –      | Carolina Hurricanes   |
|          | Jordan Eberle      | Regina Pats           |

### Soupiska běloruského týmu
Trenéři Eduard Zankovec, Alexander Andrijevskij, Vladimír Cypljakov
| Brankáři | Andrèj Mezin         | HK Dinamo Minsk            |
|          | Vitalij Koval        | HK Dinamo Minsk            |
|          | Sergej Šabanov       | Junosť Minsk               |
| Obránci  | Ruslan Salej –       | Colorado Avalanche         |
|          | Sergej Kolosov       | Grand Rapids Griffins      |
|          | Vladimír Děnisov     | HK Dinamo Minsk            |
|          | Alexander Makrickij  | HK Dinamo Minsk            |
|          | Alexander Rjadinskij | Junosť Minsk               |
|          | Viktor Kosťučenok    | HK Spartak Moskva          |
|          | Kiril Gotovec        | Shattuck St. Mary´s        |
|          | Nikolaj Stasenko     | Amur Chabarovsk            |
| Útočníci | Michail Grabovskij   | Toronto Maple Leafs        |
|          | Michail Stefanovič   | Quebec Remparts            |
|          | Alexander Kulakov    | HK Dinamo Minsk            |
|          | Dmitrij Meleško      | HK Dinamo Minsk            |
|          | Andrej Michalev      | HK Dinamo Minsk            |
|          | Jaroslav Čuprys      | HK Dinamo Minsk            |
|          | Jevgenij Kovyršin    | HK Dinamo Minsk            |
|          | Andrej Stas          | HK Dinamo Minsk            |
|          | Sergei Drozd         | Tri-City Americans         |
|          | Artěm Sjenkevič      | Junosť Minsk               |
|          | Alexej Kaljužnyj     | HK Dynamo Moskva           |
|          | Sergej Děmagin       | CHK Neftěchimik Nižněkamsk |
|          | Alexej Ugarov        | HK MVD Balašicha           |

### Soupiska slovenského týmu
Trenéři Glen Hanlon, František Hossa, Ľubomír Pokovič
| Brankáři | Peter Budaj        | Colorado Avalanche         |
|          | Rastislav Staňa    | Severstal Čerepovec        |
|          | Peter Hamerlík     | HC Oceláři Třinec          |
| Obránci  | Dominik Graňák     | Rögle BK                   |
|          | Tomáš Starosta     | CHK Neftěchimik Nižněkamsk |
|          | Richard Lintner –  | HK Dinamo Minsk            |
|          | Peter Frühauf      | HC 05 Banská Bystrica      |
|          | Vladimír Mihálik   | Norfolk Admirals           |
|          | Ivan Majeský       | Skellefteå AIK             |
|          | Andrej Sekera      | Buffalo Sabres             |
| Útočníci | Marek Zagrapan     | Severstal Čerepovec        |
|          | Miroslav Zálešák   | HK 36 Skalica              |
|          | Ivan Čiernik       | Kölner Haie                |
|          | Tomáš Bulík        | HC 05 Banská Bystrica      |
|          | Tomáš Tatar        | Grand Rapids Griffins      |
|          | Richard Pánik      | Norfolk Admirals           |
|          | Andrej Podkonický  | Bílí Tygři Liberec         |
|          | Milan Bartovič     | Bílí Tygři Liberec         |
|          | Michal Macho       | BK Mladá Boleslav          |
|          | Stanislav Gron     | HC Košice                  |
|          | Vladimír Dravecký  | HC Košice                  |
|          | Marek Svatoš       | Colorado Avalanche         |
|          | Roman Kukumberg    | Ak Bars Kazaň              |
|          | Miroslav Šatan - A | Boston Bruins              |

### Soupiska amerického týmu
Trenéři Scott Gordon, Todd Richards, Ron Rolston
| Brankáři | Scott Clemmensen | Florida Panthers    |
|          | Ben Bishop       | Peoria Rivermen     |
| Obránci  | Matt Gilroy      | New York Rangers    |
|          | Mike Lundin      | Tampa Bay Lightning |
|          | Taylor Chorney   | Edmonton Oilers     |
|          | Jack Hillen      | New York Islanders  |
|          | Andy Greene      | New Jersey Devils   |
|          | Matt Greene      | Los Angeles Kings   |
|          | Jack Johnson –   | Los Angeles Kings   |
|          | Keith Yandle     | Phoenix Coyotes     |
| Útočníci | Eric Nystrom     | Calgary Flames      |
|          | David Moss       | Calgary Flames      |
|          | Kyle Okposo      | New York Islanders  |
|          | Brandon Dubinsky | New York Rangers    |
|          | Ryan Potulny     | Edmonton Oilers     |
|          | Ryan Carter      | Anaheim Ducks       |
|          | Christian Hanson | Toronto Maple Leafs |
|          | Nick Foligno     | Ottawa Senators     |
|          | T. J. Oshie      | St. Louis Blues     |
|          | Tim Kennedy      | Buffalo Sabres      |
|          | T.J.Galiardi     | Colorado Avalanche  |
|          | Chris Kreider    | Boston College      |